# Сезон див (фільм, 1985)
«Сезон чудес» — радянський художній музичний фільм 1985 року, режисера Георгія Юнгвальд-Хількевича за повістю Сергія Абрамова «Тому що тому».
Фільм знімався в с. Сокирна Черкаського району Черкаської області (Україна).

## Сюжет
Художник Вадим Тавров відчуває, що йому потрібно змінити обстановку і знайти нові джерела натхнення і заспокоєння від суєти міського життя. Він їде на лоно природи, в селище, де відпочивають артисти цирку і члени їх сімей. Будинок друга Вадима, де він зупинився, виявляється населений казковими істотами і в ньому відбуваються чудеса. Там не вщухають музика, танці і веселощі. Спочатку художник намагається усамітнитися, але нечиста сила проникає крізь зачинені двері і вікна. Вадиму залишається тільки приєднатися до цього свята. Раніше Вадим спеціалізувався на натюрмортах, але тепер вирішив змінити спеціалізацію. Серед артистів цирку художник знаходить чарівну дівчину Таю — особа для його нової картини.
Фільм знятий в кліповому форматі.

## У ролях
- Арунас Сторпірштіс —  Вадим Тавров  (озвучування Олександр Бєлявський)
- Лариса Шахворостова —  Тая
- Борис Шувалов —  Олег
- Денис Калашников —  Костянтин
- Михайло Боярський —  камео, друг Вадима
- Алла Пугачова —  камео, таксистка
- Борис Моїсеєв —  танцюрист (озвучив  Ігор Ясулович)
- Лари Хітана —  танцюристка-брюнетка (тріо «Експресія», озвучила Інга Третьякова)
- Людмила Чеснулявічюте — танцюристка-блондинка (тріо «Експресія»)
- Ігор Дмитрієв —  Ігор Борисович, гість-мистецтвознавець
- Юрій Дубровін —  гість в домі Вадима
- Олег Бєлов —  гість в домі Вадима
- Валентина Івашова —  мама Вадима
- Наталія Мартінсон —  Таня, сестра Вадима
- Юрій Рудченко —  Віктор Вікторович, приятель Вадима
- Інна Ульянова —  Ульянова, подруга матері Вадима
- Інга Третьякова —  Ірочка
- Іван Агапов —  Олексій

## Знімальна група
- Режисер-постановник:  Георгій Юнгвальд-Хількевич
- Сценарист:  Сергій Абрамов
- Оператор-постановник:  Геннадій Карюк
- Композитор:  Юрій Чернавський
- Автор тексту пісень:  Леонід Дербеньов
- Художник: Ігор Бриль
- Балетмейстер:  Борис Моїсеєв
- Тріо «Експресія»
- Звукооператор: Костянтин Купріянов
- Режисерка: Т. Чернова
- Оператори: В. Гагкаєв, К. Кудрявцев
- Художниця по костюмах: Т. Тарова
- Художник по гриму: Павло Орленко
- Монтажерка: Тамара Прокопенко
- Комбіновані зйомки: А. Сидоров
- Асистент оператора: Віктор Ноздрюхін-Заболотний
- Інструментальний ансамбль під керуванням Юрія Чернавського
- У фільмі використано натюрморти художника Марка Коника
- Редактор: І. Матьяшек
- Музична редакторка: Олена Витухіна
- Директор картини: Олександр Кононов